# Cryopreservatie

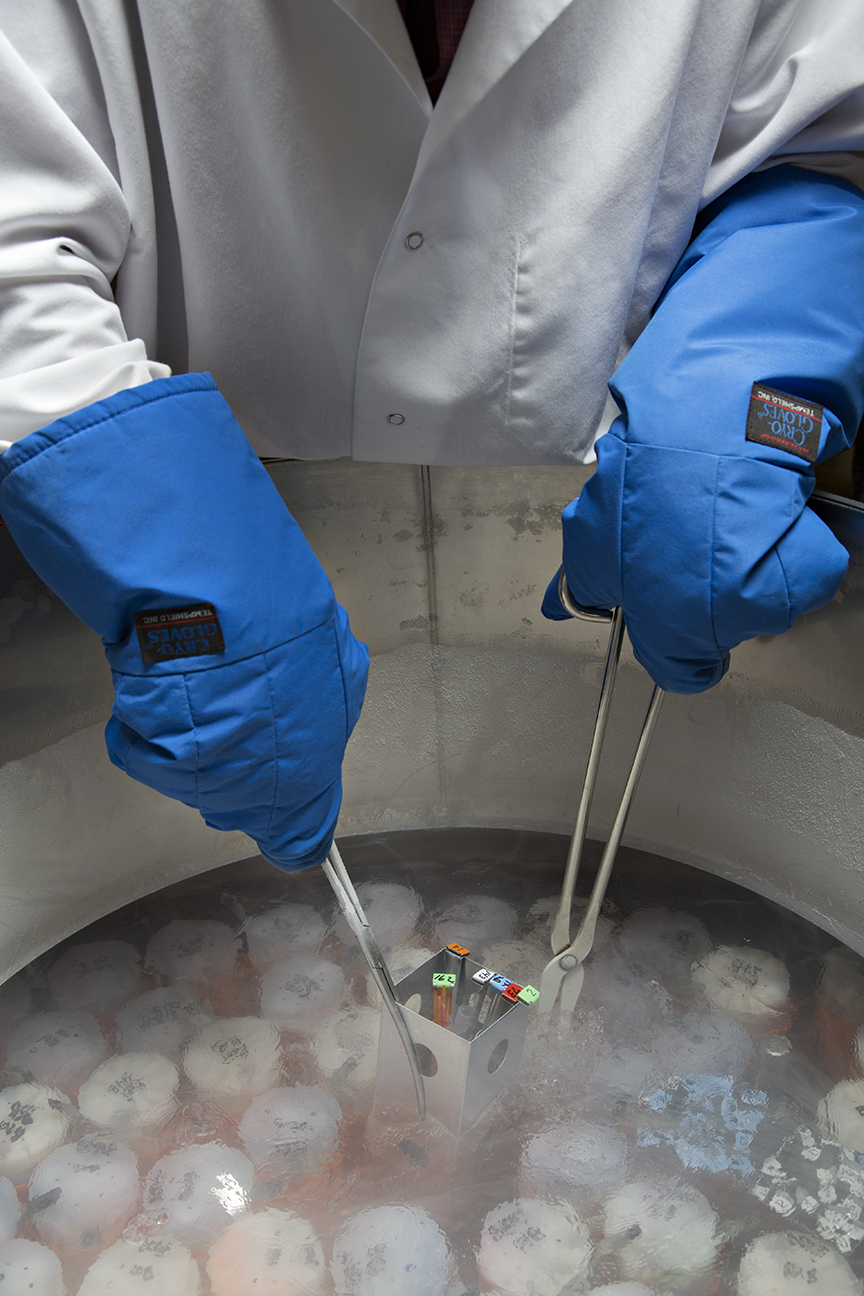
Ingevroren dierlijke cellen worden uit een dewarvat met vloeibare stikstof getild.

Cryopreservatie is een verzameling technieken voor het bewaren van biologische materialen, zoals spermacellen, eicellen, embryo's, cellijnen, weefsels en organen, door deze in te vriezen in vloeibaar stikstof (veelal –196 °C). Bij deze extreem lage temperaturen zal de stofwisseling van alle cellen volledig stoppen. Cryopreservatie is een veelgebruikte manier om biologische monsters voor langere tijd op te slaan, over lange afstanden te transporteren, en een bank voor gebruikers aan te leggen. In principe kan iedere cel worden geconserveerd, maar niet alle cellen zijn in staat het proces te overleven. 
Het invriezen van spermacellen, eicellen of embryo's kan nodig zijn wanneer de patiënt een behandeling moet ondergaan die de voortplantingsorganen kan beschadigen, zoals chemotherapie of bestraling. Het invriezen voor deze behandeling zorgt ervoor dat het genetisch materiaal tot na de behandelingen beschikbaar blijft en kan worden gebruikt indien er een kinderwens is. De kwaliteit van sperma neemt bij het invriezen af: niet alle zaadcellen overleven het proces.
Cryopreservatie kan ook worden toegepast wanneer er problemen zijn met de vruchtbaarheid bij een partner en er toch een kinderwens is. Wanneer het toch lukt om voortplantingsmateriaal te produceren, kan dit worden ingevroren om naderhand te bekijken hoe een succesvolle bevruchting kan plaatsvinden. 
Ook kan vasectomie of geslachtsverandering een reden zijn om zaadcellen in te laten vriezen.

## Zaadcellen
Nadat de man het ejaculaat heeft ingeleverd, wordt middels een semenanalyse bepaald of het geschikt is voor cryopreservatie. Men kijkt naar het aantal levende cellen, de beweeglijkheid en de snelheid van de cellen. 

## Eierstokweefsel (ovariumweefsel)
Bij de vrouw wordt een van de eierstokken chirurgisch verwijderd en ingevroren, om deze later te ontdooien en in kleine stukjes terug te plaatsen, zodat de vruchtbaarheid kan worden hersteld.